# Schuh und Stiefel

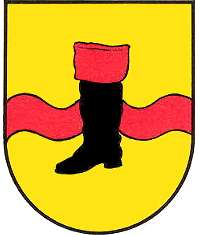
Stiefel im Wappen von Gersbach

Schuh und Stiefel sind eher seltene gemeine Figuren in der Heraldik.
Der Schuh und der Stiefel sind den realen Gegenständen stilisiert nachempfunden. Sämtliche Schuh- und Stiefelformen kommen als gemeine Figur vor (Damenschuhe, Holzschuhe, Soldatenstiefel und so weiter). Im Wappenfeld kann ein Stiefel mit und ohne Stulpe und auch mit und ohne Sporen gezeigt werden. Er wird als Reiterstiefel blasoniert. Der Schnabelschuh und der Bundschuh erweitern diese Wappenfigur und sie gehörten mit zu den wichtigsten Fußbekleidungen. Schuhe und Stiefel werden häufig zweidimensional, aber auch perspektivisch und als Bestandteil von Personen im Wappen dargestellt.
Schuh und Stiefel werden selten paarweise wiedergegeben, kommen in Wappen aber auch als Dreibein oder Triquetra vor. Steckt ein Fuß, ein Bein, ein Löwe, eine Pflanze oder etwas anderes im Schuh oder im Stiefel, so muss dieser Sachverhalt bei der Wappenbeschreibung erwähnt werden.
Im Wappen bedeuten Schuh und Stiefel unter anderem:
- Symbol für den Beruf des Wappenträgers/-stifters (Schuhmacher, auch auf dem Nasenschild)
- Symbol für den Familiennamen des Wappenträgers/-stifters (Schuster, Schuhmacher, Stiefel)
- Symbol für stetige Wohnortwechsel

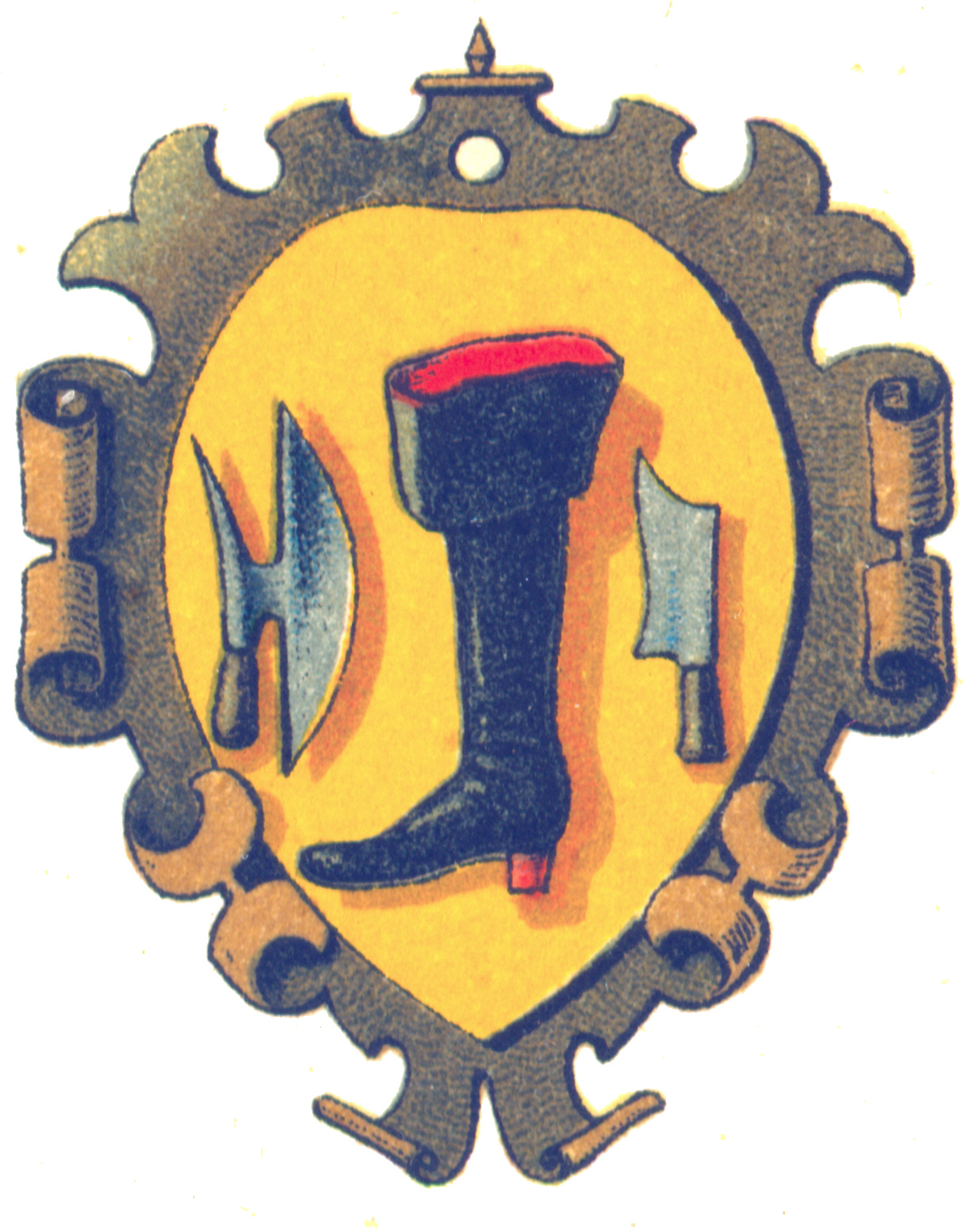
Zunftwappen der Schuhmacher
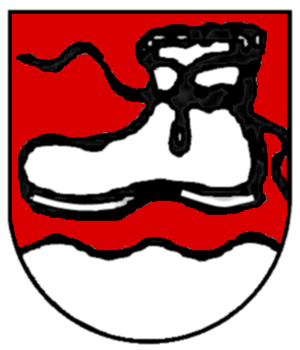
Im Wappen von Brettheim
Bundschuh im Wappen des Landkreises Bruchsal,
bei dem Wappen von Ohrenbach
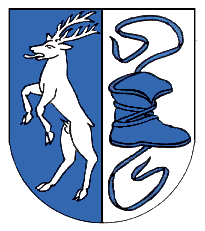
und im Wappen von Staufen.
Im Wappen von Schwandorf
Im Wappen von Vestenbergsgreuth
Im Wappen von La Sabotterie
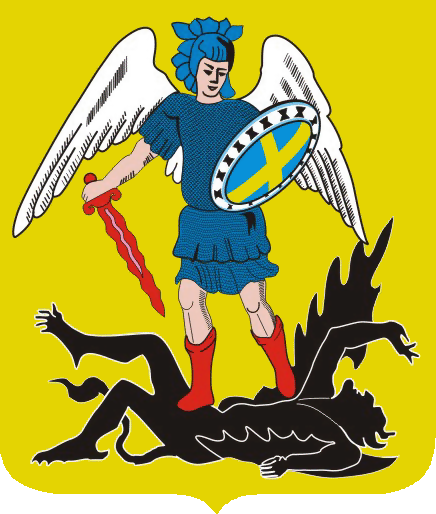
Im Wappen von Archangelsk
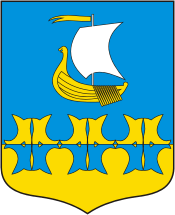
Im Wappen von Kimry
Im Wappen von Ried (Innkreis)